# M109-hopen
M109-hopen även känd som NGC 3992-hopen eller Stora Björnen molnet, är en konstellation av ca 50 stycken galaxer, exakt antal är något osäkert. Hopen befinner sig på ca 55 miljoner ljusårs avstånd i stjärnbilden Stora björnen. Den ljusstarkaste galaxen är Messier 109.